# DECT

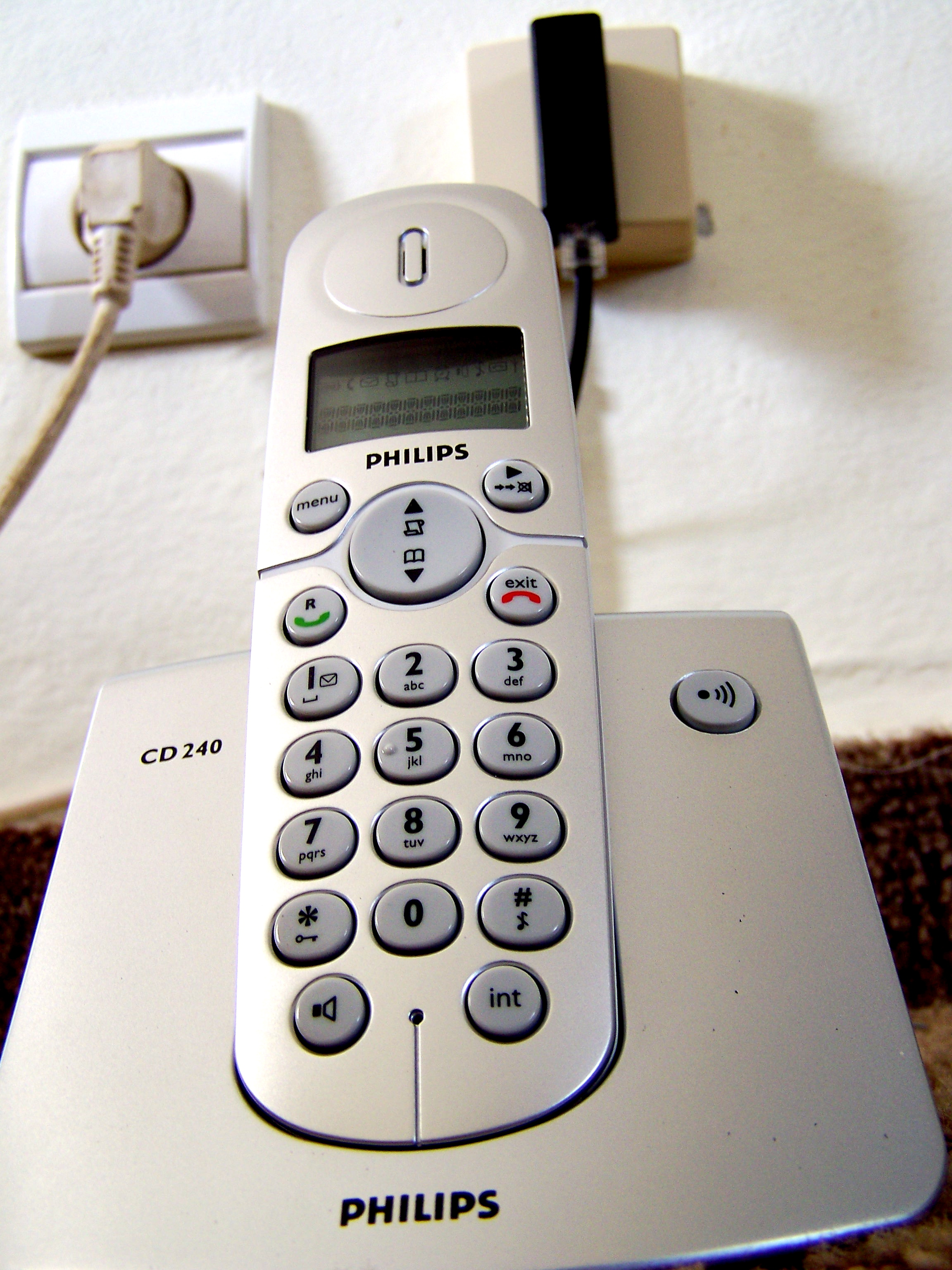
Téléphone DECT.

La norme DECT, prononcer D.E.C.T., (de l'anglais Digital Enhanced Cordless Telecommunications, en français : télécommunications numériques améliorées sans fil), est une norme de téléphonie sans fil, destinée aux particuliers et aux entreprises.
Elle utilise une technologie radio sur la gamme de fréquences 1 880  à   1 920 MHz. DECT est une technologie européenne, présentée initialement sous l'appellation Digital European Cordless Telephony par l'Institut européen des normes de télécommunication qui publie les spécifications détaillées ; la marque est déposée.

## Profils
La norme DECT est très ouverte, aussi plusieurs « profils » ont été définis pour assurer l'inter fonctionnement des équipements.
Le plus répandu est le profil GAP (generic access profile (en)) défini dans les spécifications DECT. Il s'agit d'un standard adopté en 1996 (référence ETSI EN 300 444) par les fabricants d'appareils DECT pour permettre la compatibilité entre les matériels provenant de différents constructeurs, pour les fonctions de base (établissement de communication). Les fonctions considérées comme non essentielles sont généralement offertes sur la base de protocoles spécifiques à chaque constructeur.
Un autre profil utilisé est le CAP (Cordless Terminal Mobility Access Profile) qui permet l'itinérance (roaming) entre réseaux. Il peut être vu comme une extension du GAP aux accès publics mais peut également être utilisé en environnement professionnel (PABX) pour assurer des fonctions multi-site.
D'autres profils peuvent être cités : RAP (Radio Local Loop Access Profile) pour la définition de la « Boucle Locale Radio » ou remplacement des derniers mètres de câble pour les réseaux de télécommunications publics, IAP et IIP (ISDN Access Profile) pour l'inter fonctionnement entre bornes DECT et réseau RNIS, GIP (DECT/GSM Interworking Profile) pour l'inter fonctionnement avec le réseau GSM dans le cas où la borne DECT est reliée directement au réseau GSM.

## Marché et évolutions

### Marché grand public
La technologie DECT est utilisée très largement au début du XXIe siècle pour les téléphones sans fil grand public en Europe et a supplanté les technologies analogiques CT0 utilisées en fin de XXe siècle.
Longtemps bloquée par la législation en Amérique du Nord, une bande de fréquence libérée permet maintenant de vendre des produits DECT aux États-Unis[réf. nécessaire].

### Marché des entreprises
Elle est utilisée également en environnement professionnel derrière des commutateurs privés (PABX). Dans ce cas un certain nombre de points d'accès (ou bornes) sont disposés dans les bâtiments de façon à offrir un réseau micro-cellulaire. Il est alors possible d'offrir des fonctions de type Handover pour permettre de maintenir les communications tout en se déplaçant dans les locaux.
En milieu professionnel, le déploiement de solutions de mobilité basées sur le DECT est facilité par le fait qu'il dispose de sa propre bande de fréquence contrairement au Wi-Fi confiné dans la bande 2,4 GHz très utilisée par de multiples systèmes (Wi-Fi, Bluetooth, Four à micro-ondes…)

### Concurrence et évolutions
Cette technologie est considérée comme étant menacée depuis quelques années par le Wi-Fi, notamment en entreprise, mais jusqu'en 2006 le DECT maintenait son avantage en matière de coût, de consommation (et donc d'autonomie sur batterie), et de qualité audio.
Une évolution des spécifications DECT est en cours de réalisation en 2006. Elle est appelée « DECT NG » pour DECT Nouvelle Génération. Les principales évolutions concernent les domaines :
- Voix (amélioration de la qualité - bande élargie (G.722)[4] - multi session) ;
- Répertoires de numéros ;
- Audio (diffusion de son de haute qualité en streaming) ;
- Facilité d'utilisation (détection et configuration automatique des éléments) ;
- Fiabilité (sécurité, coût, efficacité de la gestion d'énergie).

## DECT et santé
Les interrogations sur les risques sur la santé de l'exposition aux rayonnements électromagnétiques s'appliquent au DECT, comme aux autres technologies radio. Les éléments fournis par des agences officielles sont plus mesurés (par exemple pour l'Office fédéral de la santé publique suisse. De son côté, le DECT Forum a établi un groupe de travail sur le sujet.
La situation est à analyser différemment du côté du combiné mobile et de la station de base :
- Côté combiné, les puissances émises par un téléphone DECT étant de l'ordre de 0,01 W) alors que celles émises par un mobile GSM (jusqu'à 2 W en GSM900, 1 W en GSM1800), on peut en conclure provisoirement que l'étude est plus urgente côté GSM que côté DECT.
- Côté station de base, le point délicat est l'émission permanente d'une balise dans un des créneaux temporels (time slots) (4 ms toutes les 100 ms), à une puissance de 0,01 à 0,12 W, même en dehors de toute communication. L'étude de l'ARCEP concernant le Wi-Fi, qui a un mode de fonctionnement très similaire, montre que le niveau d'exposition demeure inférieur aux normes même si les équipements sont très proches des utilisateurs. L'effet du rayonnement diminuant très vite (de manière inversement proportionnelle au carré de la distance), le principe de précaution conduit à recommander d'éloigner autant que possible la borne d'endroits où les personnes séjournent de façon prolongée.

## Principales caractéristiques techniques
Norme définie par l'ETSI sous la référence EN 300 175.
- Radio :
  - Modulation GFSK
  - FDMA : 10 porteuses de 1 880  à   1 900 MHz en Europe (Fréquences légèrement différentes en Chine et en Amérique)
  - TDMA : 2 fois 12 intervalles de temps (12 dans chaque sens). Chaque intervalle de temps permet un débit de 32 kbit/s. Ces créneaux temporels (time slots) peuvent être groupés pour offrir un débit binaire supérieur.
  - L'allocation des canaux et des créneaux temporels (time slots) se réalise de façon dynamique permettant théoriquement l'établissement de 120 communications simultanées[réf. nécessaire]. Si les deux bases ne sont pas synchronisées, cette allocation n'est pas réalisable.
  - Listen Before Talk (LBT) : cet algorithme permet aux systèmes DECT d'être protégés contre les collisions et interférences. Les canaux et les créneaux temporels (time slots) sont scannés (écoutés) puis alloués à la condition qu'ils ne soient pas déjà occupés.
- Voix codée en ADPCM à 32 kbit/s selon la norme G.726
- Chiffrement activable pour assurer une plus grande confidentialité.

- Protocoles (décomposition selon le Modèle OSI)
  - Niveau 1 MAC (Media Access Control) : c'est la couche qui contrôle le niveau physique. Il offre aux niveaux supérieurs des services avec et sans connexion, et de diffusion.
  - Niveau 2  DLC (Data Link Control) : Il utilise une variante du protocole de liaison de données du RNIS, appelée LAPC. Elle est basée sur la norme HDLC.
  - Niveau 3 (Network Layer) : Il est basé sur plusieurs entités, communiquant ensemble via LCE (Link Control Entity) :
    - Call Control (CC) : Dérivé du niveau 3 RNIS, basé sur Q.931
    - Call Independent Supplementary Services (CISS)
    - Connection Oriented Message Service (COMS)
    - Connectionless Message Service (CLMS)
    - Mobility Management (MM)